# Ta Som
Koordinaten: 13° 27′ 52,4″ N, 103° 54′ 46,2″ O

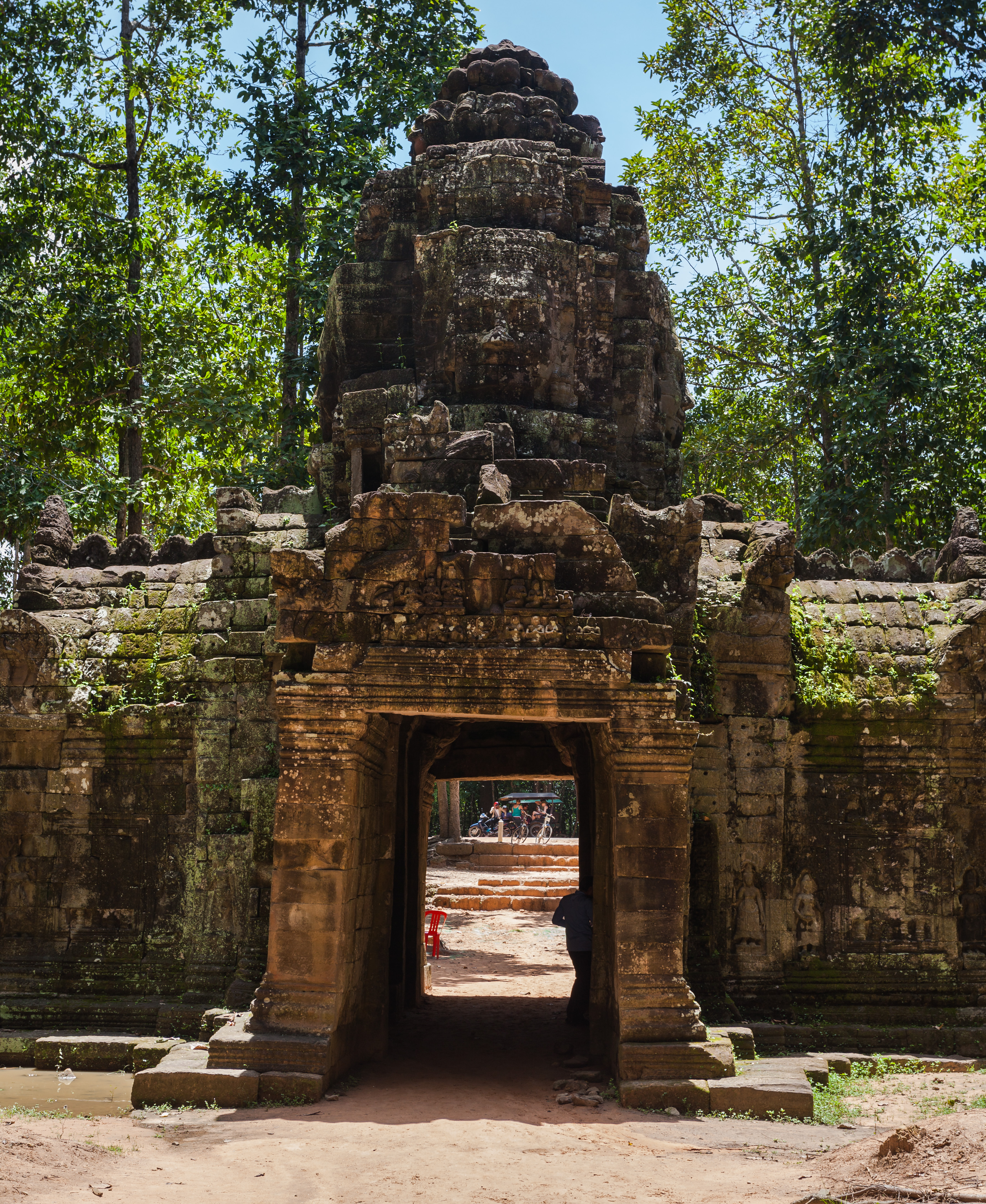
Gopura mit Bildnis des Lokeshvara

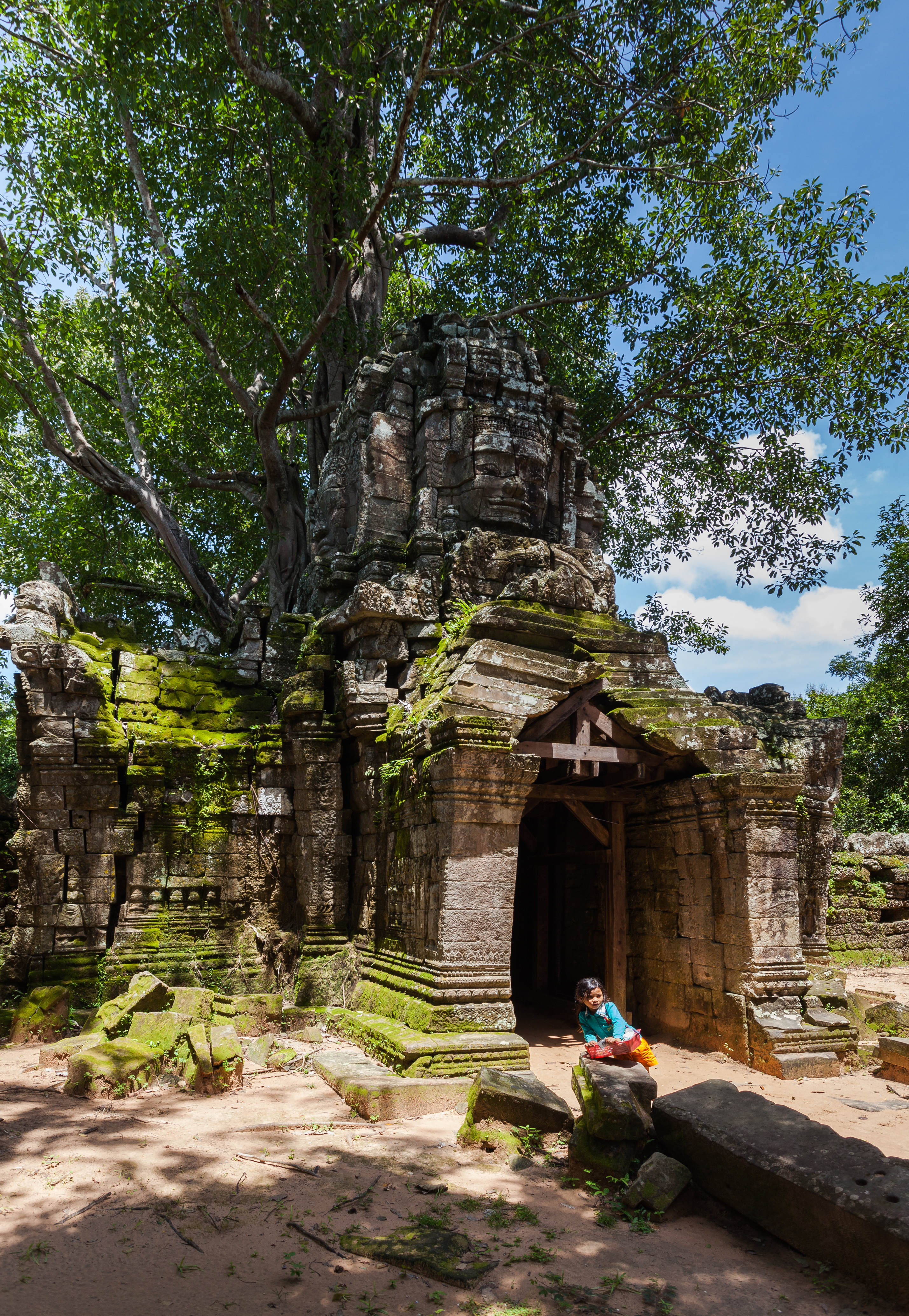
Überwuchertes östliches Eingangsportal

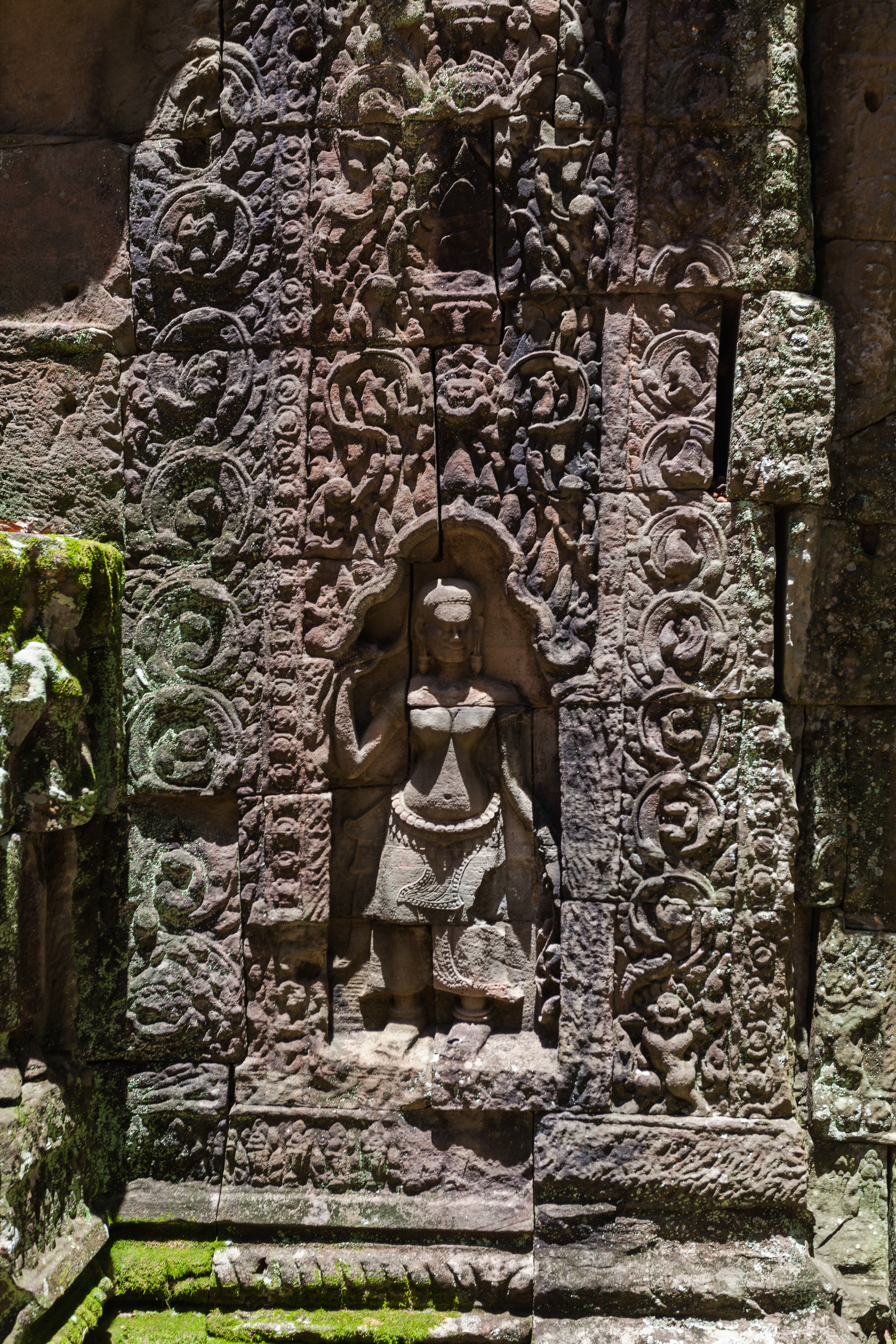
Devata an einer Wand des Ta-Som-Tempels

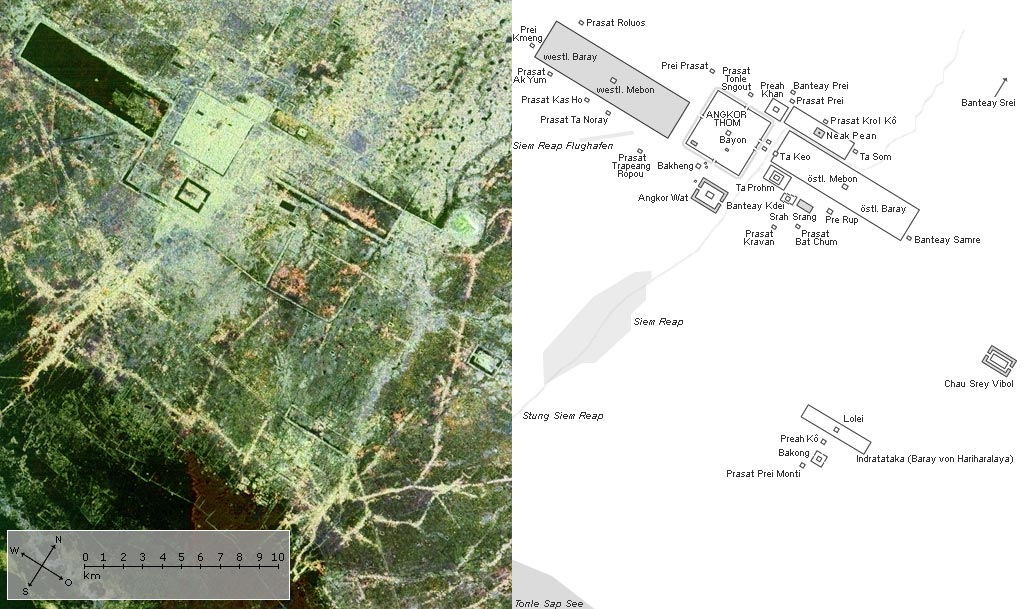
Lageplan von Angkor

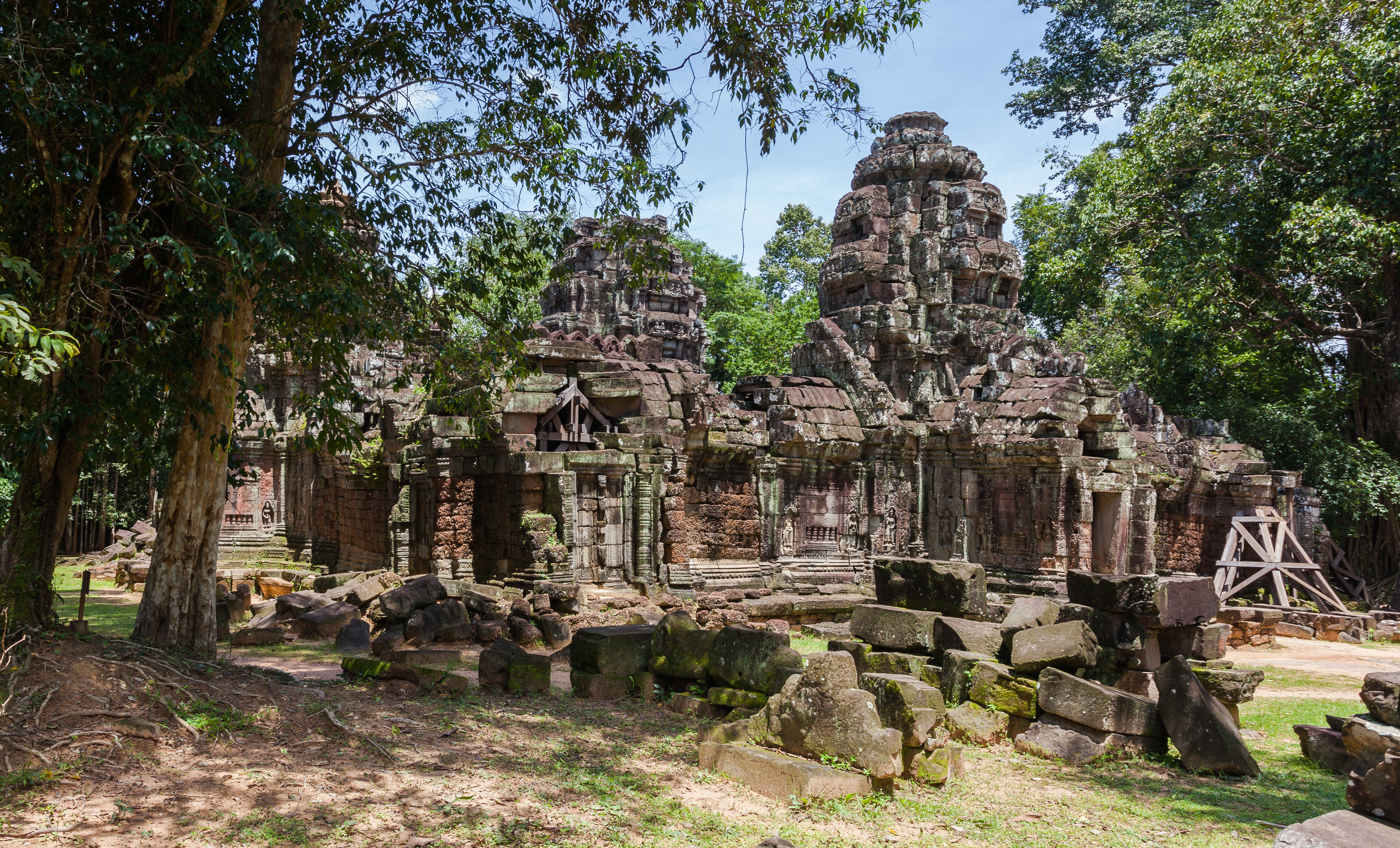
Ruinen

Der buddhistische Tempel Ta Som im archäologischen Park von Angkor wurde 1190–1210 unter Jayavarman VII. (regierte 1181–1220) erbaut und während der Regentschaft von Indravarman II. (regierte 1220–1243) erweitert. Als typischer Flachtempel mit dreifacher Einfassung ist er eine „vereinfachte Miniaturversion“ (nach Freeman, Jacques) des Ta-Prohm-Tempels. Touristisch interessant sind die Dschungelatmosphäre und der östliche Gopuram (Gesichterturm) mit Würgefeige. Weite Teile der Anlage sind Ruinen, die noch immer teilweise von der Vegetation überwuchert sind. 
1992 erklärte die UNESCO den archäologischen Park von Angkor, und damit auch den sich innerhalb dieses Parks befindlichen Ta-Som-Tempel, zum UNESCO-Weltkulturerbe.

## Lage
Der Ta-Som-Tempel liegt am Großen Rundweg (Grand Circuit) innerhalb des Archäologischen Parks von Angkor (Kambodscha). Der Tempel befindet sich östlich des Jayatataka Barays (auch Östlicher Baray), am Fuße des Deiches dieses Barays. Der Tempel liegt auf einer Achse mit dem Preah Khan und dem Neak Pean, 2,5 km nördlich des Östlichen Mebon und 1,8 km östlich von Neak Pean (13d27'52N; 103d54'46E).

## Name
Der volkstümliche Name „Ta Som“ bedeutet „Ahne Som“. Demnach habe König Jayavarman VII. den Tempel für seinen Lehrer und Mentor Som erbaut. Einige Forscher haben „Ta Som“ als Gaurashrigajaratna identifiziert: „Juwel des Glück bringenden Weißen Elefanten“. Dieser Name wird in der Stele des Preah-Khan-Tempels als Heimstätte von 24 Gottheiten erwähnt (vgl. auch Abschnitt „Geschichte“).

## Lageplan und Struktur
Wie fast alle Tempel in Angkor, die in der Regierungszeit Jayavarmans VII. erbaut wurden, handelt es sich auch bei Ta Som um einen typischen Flachtempel mit konzentrischer Einfassung (im Gegensatz zu den Tempelbergen, z. B. dem Staatstempel Bayon). 
Im Vergleich zu anderen Bauten aus dieser Zeit (Ta Prohm, Preah Khan, Banteay Kdei) ist Ta Som mit einer Gesamtgrundfläche von 4,5 ha eine der eher kleineren Tempelanlagen. Baumaterialien sind auch hier die für Khmerbauten charakteristischen Laterit und Sandstein.
Der Lageplan und die Struktur des Ta-Som-Tempels sind einfach. Der Ta-Som-Tempel ist nach den typischen Konstruktionsprinzipien der Khmertempel angelegt: Axialität und Symmetrie.
1. Ta Som liegt auf einer Ost-West-Achse und weist eine dreifache konzentrische Einfassung auf. Der Haupteingang des Tempels lag, wie bei den meisten Khmertempeln, ursprünglich im Osten, obwohl der heutige Haupteingang für Touristen am Großen Rundweg im Westen liegt.
2. Eine Außenmauer (240 × 200 m) mit zwei Gopuras (Tempeltore) umgibt einen breiten Wassergraben, der im Osten und Westen durchbrochen ist.
3. Innerhalb dieser Anlage befindet sich eine zweite Umfassungsmauer, die ebenfalls zwei Eingänge aufweist.
4. Das Zentrum der Tempelanlage bildet der nun eingestürzte, kreuzförmige zentrale Prasat (Tempelturm) mit dem zentralen Heiligtum, das seinerseits von einer konzentrischen Galerie und zwei sogenannten „Bibliotheken“ umgeben ist. (Petrich, 2008) Diese Bauwerke dienten möglicherweise der Aufbewahrung von Schriften, Dokumenten und Ritualgegenständen.

Mit diesem Lageplan ähnelt der Ta-Som-Tempel den weit größeren Klosteranlagen von Ta Prohm und Banteay Kdei.
Michael Freeman und Claude Jacques fassen Lageplan und Struktur des Ta Som prägnant zusammen: Ta Som erscheine wie eine miniature simplified version of Ta Prohm or Banteay Kdei (Michael Freeman, Claude Jacques, Ancient Angkor, River Books, Bangkok, 2006, S. 182).

## Geschichte
Ta Som ist eines der kleineren unter König Jayavarman VII. (reg. 1181–1220) errichteten Bauwerke (vgl. Bayon, Preah Khan). Die Anlage ist zwischen 1190 und 1210 entstanden und damit historisch der letzten Phase der Bayon-Periode zuzuordnen.
Der Nachfolger Jayavarmans VII., König Indravarman II. (reg. ca. 1220–43/44), ließ die Anlage vergrößern und die dritte (äußere) Umfassungsmauer anlegen.
Da Inschriften im Ta-Som-Tempel selbst fehlen, ist es problematisch, die Funktion des Ta Som zu bestimmen. Einen Hinweis auf die Funktion Ta Soms als Sanktuarium für Gottheiten liefert die Stele des Preah-Khan-Tempels. In der Inschrift ist von „Gaurashrigajaratna“ die Rede. Dieser Name bedeutet etwa „Juwel des glückbringenden Weißen Elefanten“. Einige Forscher identifizieren Ta Som mit Gaurashrigajaratna, dessen Funktion in der Inschrift als „Heimstätte von 24 Gottheiten“ erwähnt wird. (Freeman, Jacques, 2006)
Wegen seiner innerhalb des archäologischen Parks von Angkor etwas abseitigen Lage war der Tempel in den 1990er-Jahren Opfer von zahlreichen Kunstraube. Spuren davon sind noch anhand der Apsara- und Devatafiguren zu erkennen, denen teilweise die Köpfe abgeschlagen wurden. Das Gesicht des Bodhisattva Avalokiteshvara, das nach Westen blickt, war früher eines der meistfotografierten Objekte in Angkor. Es war von einer gewaltigen Würgefeige überwachsen, welche das Gesicht besonders malerisch einrahmte.

## Restaurierung
Der Ta-Som-Tempel wird zurzeit (Stand 2008) vom World Monuments Fund (WMF) restauriert, unter dessen Leitung auch bereits der Preah-Khan-Tempel in Angkor restauriert wurde. Seit den 1950er Jahren wurden zuvor keinerlei Konservierungsarbeiten durchgeführt.